# Tana Mascarelli
Tana Mascarelli (? - Split, 10. studenog 1991.) je bila hrvatska kazališna, televizijska i filmska glumica.

## Filmografija

### Televizijske uloge
- "Velo misto" (1980. – 1981.)
- "Kapetan Mikula Mali" kao baka (1976.)
- "Kapelski kresovi" (1975.)
- "Ča smo na ovon svitu..." kao Antica (1973.)
- "Prosjaci i sinovi" kao baba Anđuka (1972.)
- "Naše malo misto" kao siromašna žena i žena na polnoćki (1970. – 1971.)

### Filmske uloge
- "Vrijeme čuda" kao majka (1989.)
- "Servantes iz Malog Mista" kao Anđina majka (1982.)
- "Oko" (1978.)
- "Ludi dani" (1977.)
- "Letači velikog neba" kao baka koja neda kozu (1977.)
- "Klara Dombrovska" kao Kata (1976.)
- "Muke po Mati" kao majka (1975.)
- "Sutjeska" kao starica koja čeka Tita (1973.)
- "Prvi splitski odred" kao žena koja pravi sir (1972.)
- "Devetnaest djevojaka i jedan mornar" kao seljanka (1971.)
- "Ovčar" (1971.)
- "I oprosti nam dugove naše" (1969.)
- "Meštre Tonov najsritniji dan" kao Mare Pivac (1969.)
- "Ulov" kao starica (1969.)
- "Bitka na Neretvi" kao seljanka u koloni (1969.)
- "Opatica i komesar" (1968.)
- "Winnetou: Grmljavina na granici" (1966.)
- "Čovik od svita" kao šjora Luce (1965.)
- "Ključ" kao bolesna starica Amalija Jurak (1965.)
- "Prometej s otoka Viševice" kao Matina majka (1964.)
- "Lito valovito" kao šjora Marija (1964.)
- "Svanuće" kao majka (1964.)
- "Kozara" kao Marinkova majka (1962.)
- "Stepenice hrabrosti" (1961.)
- "Uzavreli grad" kao Jovičina majka (1961.)
- "Rat" (1960.)
- "Vlak bez voznog reda" kao Jolina žena (1959.)
- "U oluji" kao majka (1952.)
- "Slavica" (1946.)

## Vanjske poveznice
- Tana Mascarelli u internetskoj bazi filmova IMDb-u (engl.)